# Rallye de Suède 1979
Le Rallye de Suède 1979 (29th International Swedish Rally), disputé du 16 au 18 février 1979, est la soixante-cinquième manche du championnat du monde des rallyes (WRC) courue depuis 1973, et la deuxième manche du championnat du monde des rallyes 1979.

## Contexte avant la course

### Le championnat du monde

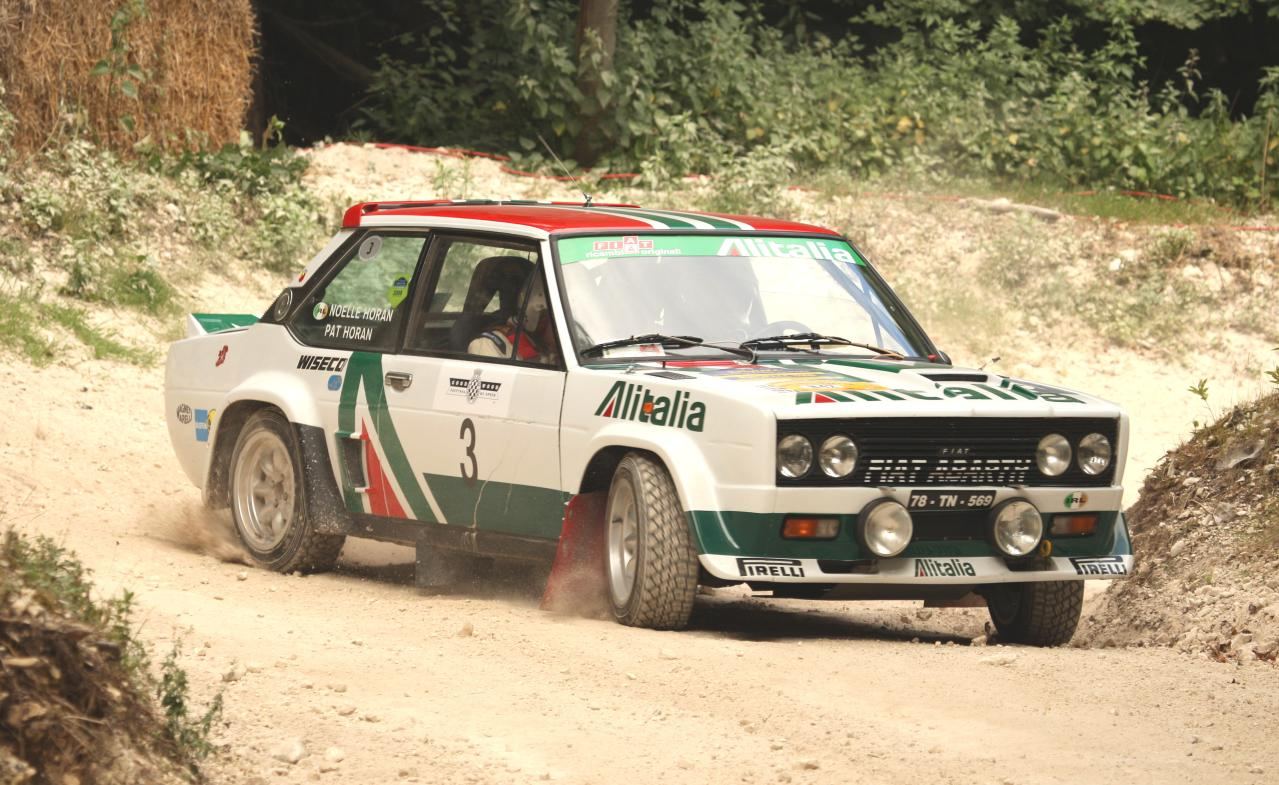
La Fiat 131 Abarth (ici lors d'une épreuve historique), championne du monde en 1977 et 1978.

Ayant succédé en 1973 au championnat international des marques (en vigueur de 1970 à 1972), le championnat du monde des rallyes s'appuie sur les plus célèbres épreuves routières internationales, telles le Rallye Monte-Carlo, le Safari ou le RAC Rally. Parallèlement au championnat des constructeurs, la Commission Sportive Internationale (CSI) a cette année introduit un championnat des pilotes remplaçant la controversée Coupe des conducteurs qui s'appuyait également sur des épreuves de second plan. Le calendrier 1979 comprend douze manches (dont huit européennes), réservées aux voitures des catégories suivantes :
- Groupe 1 : voitures de tourisme de série
- Groupe 2 : voitures de tourisme spéciales
- Groupe 3 : voitures de grand tourisme de série
- Groupe 4 : voitures de grand tourisme spéciales

Fiat (tenant du titre) et Ford seront les principaux protagonistes de la saison 1979, les autres constructeurs impliqués au niveau mondial tels Datsun, Peugeot, Renault ou Toyota limitant leurs engagements aux épreuves leur offrant des retombées commerciales importantes. Bien qu'ayant officiellement mis un terme à son programme de rallye, la Lancia reste un concurrent redoutable par le biais des écuries privées comme l'a récemment démontré Bernard Darniche, victorieux du dernier Rallye Monte-Carlo au volant d'une Lancia Stratos de l'écurie Chardonnet.

### L'épreuve

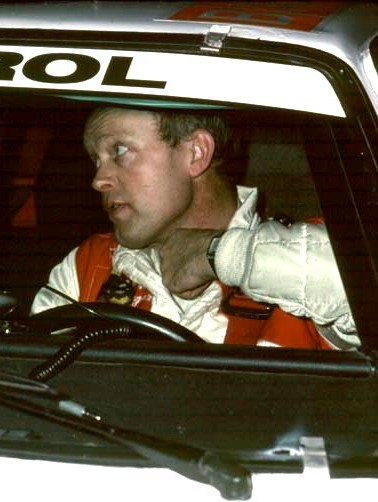
Björn Waldegård, quintuple vainqueur de l'épreuve.

L'appellation Rallye de Suède apparut pour la première fois en 1966, année où l'épreuve routière suédoise fut pour la première fois organisée en hiver, remplaçant le Rallye du Soleil de Minuit, créé en 1950 et traditionnellement organisé en juin. Jusqu'en 1976, le parcours était secret, l'absence de reconnaissance du parcours avant le départ donnant un net avantage aux pilotes locaux. Depuis 1977, les reconnaissances sont permises deux semaines avant le départ, mais aucun pilote étranger n'a encore pu battre les champions suédois sur leurs terres. S'étant imposé à cinq reprises entre 1968 et 1978, Björn Waldegård détient le record de victoires de cette épreuve.

## Le parcours
- départ : 16 février 1979 de Karlstad
- arrivée : 18 février 1979 à Karlstad

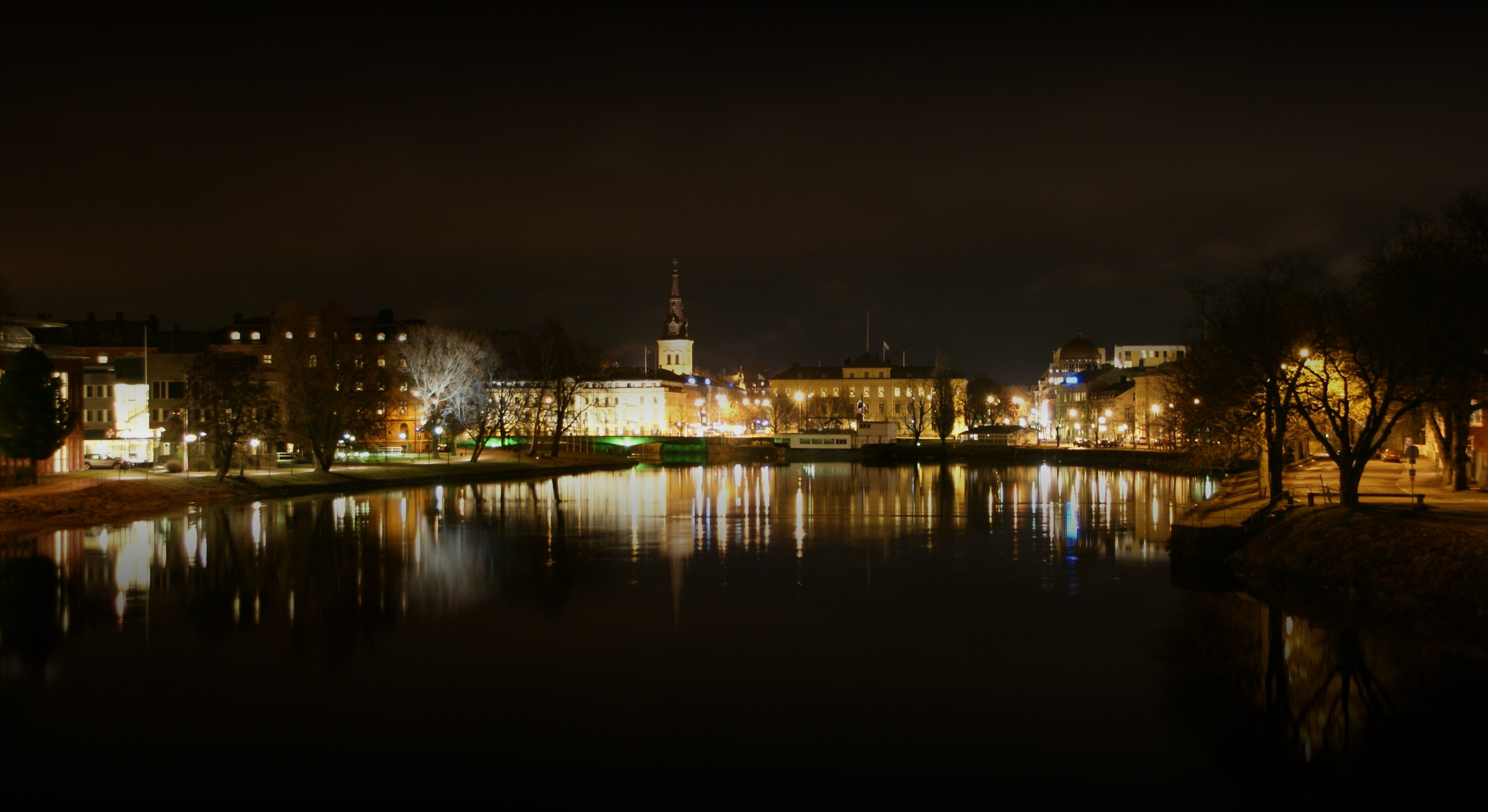
Karlstad, chef-lieu du Comté de Värmland.

- distance : 1355 km dont 630 km sur 38 épreuves spéciales
- surface : neige et glace
- Parcours divisé en deux étapes[3]

### Première étape
- Karlstad - Karlstad, du 16 au 17 février
- 19 épreuves spéciales, pour un total de 316,9 km chronométrés

### Deuxième étape
- Karlstad - Karlstad, du 17 au 18 février
- 19 épreuves spéciales, pour un total de 313,1 km chronométrés

## Les forces en présence
- Fiat

L’équipe championne du monde n’avait pas inscrit la Suède à son programme, mais son premier pilote Markku Alén a tout de même insisté pour prendre le départ ; il dispose d'une 131 Abarth groupe 4 préparée à l'usine, mais engagée par l'importateur finlandais de la marque. Cette voiture d'environ une tonne est équipée d'un moteur deux litres seize soupapes à injection Kugelfischer développant 225 chevaux à 7200 tr/min.
- Ford

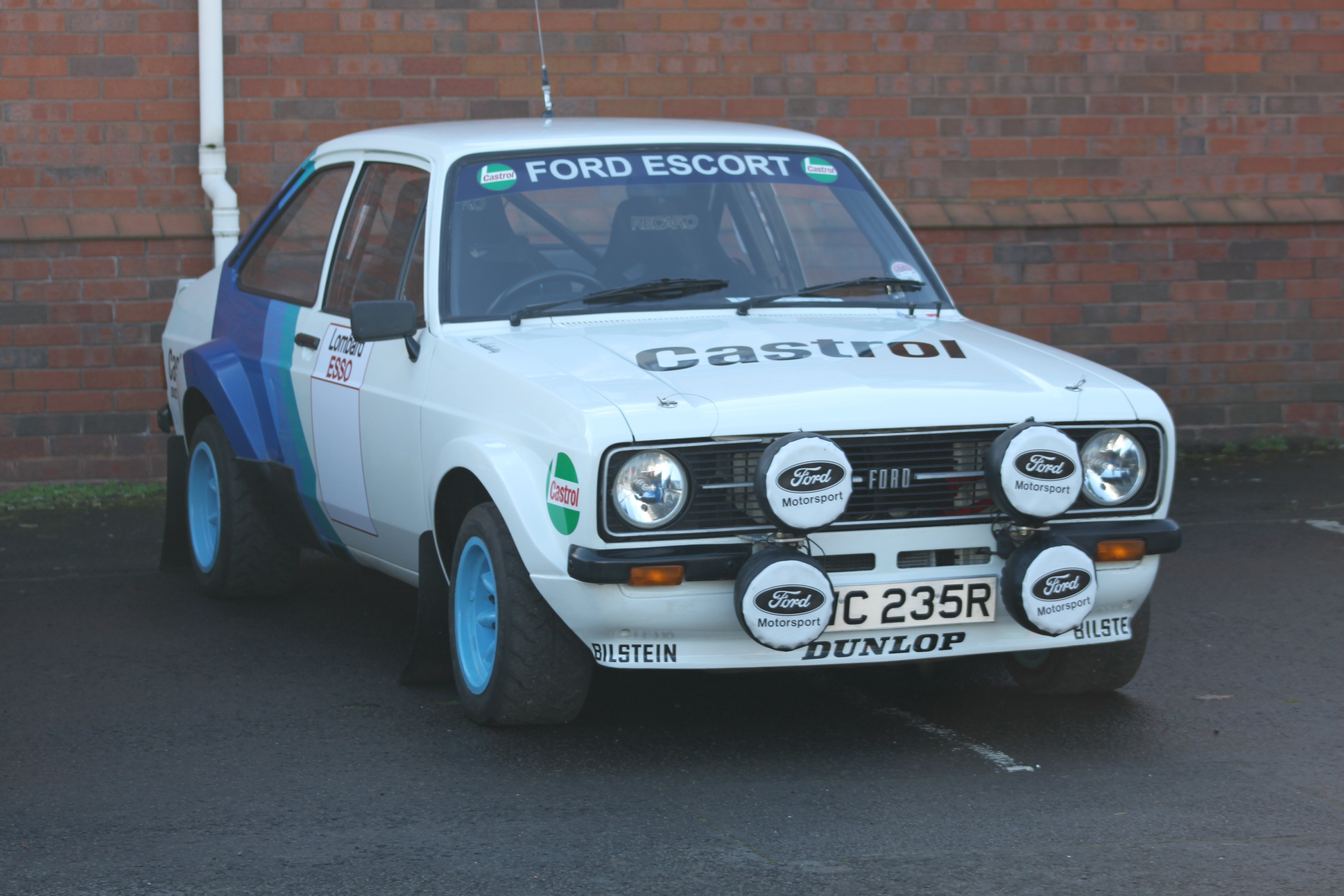
L'Escort RS1800 groupe 4.

Vainqueur l'année précédente avec Björn Waldegård, Ford a préparé trois Escort RS1800 groupe 4 (1000 kg, moteur deux litres seize soupapes, environ 245 chevaux). Ces versions à carburateurs sont moins puissantes que celles à injection vues au dernier Rallye Monte-Carlo, les vingt chevaux de moins étant compensés par une meilleure souplesse d'utilisation facilitant la conduite sur neige. Waldegård est épaulé par Hannu Mikkola et Ari Vatanen.
- Saab

Absent en 1978, le constructeur suédois effectue son retour sur ses terres avec deux puissantes 99 turbo. Per Eklund dispose d'un modèle groupe 2 (version 'Combi') identique à ceux vus lors du dernier RAC Rally : 1100 kg, moteur deux litres suralimenté par un turbo-compresseur Garrett taré à 1,6 bars, environ 250 chevaux à 6000 tr/min. Premier pilote de la marque, Stig Blomqvist dispose quant à lui d'un coupé deux portes, plus court et un peu plus leste (environ vingt kilos de moins), équipé du même moteur et tout juste homologué en groupe 4.
- Vauxhall

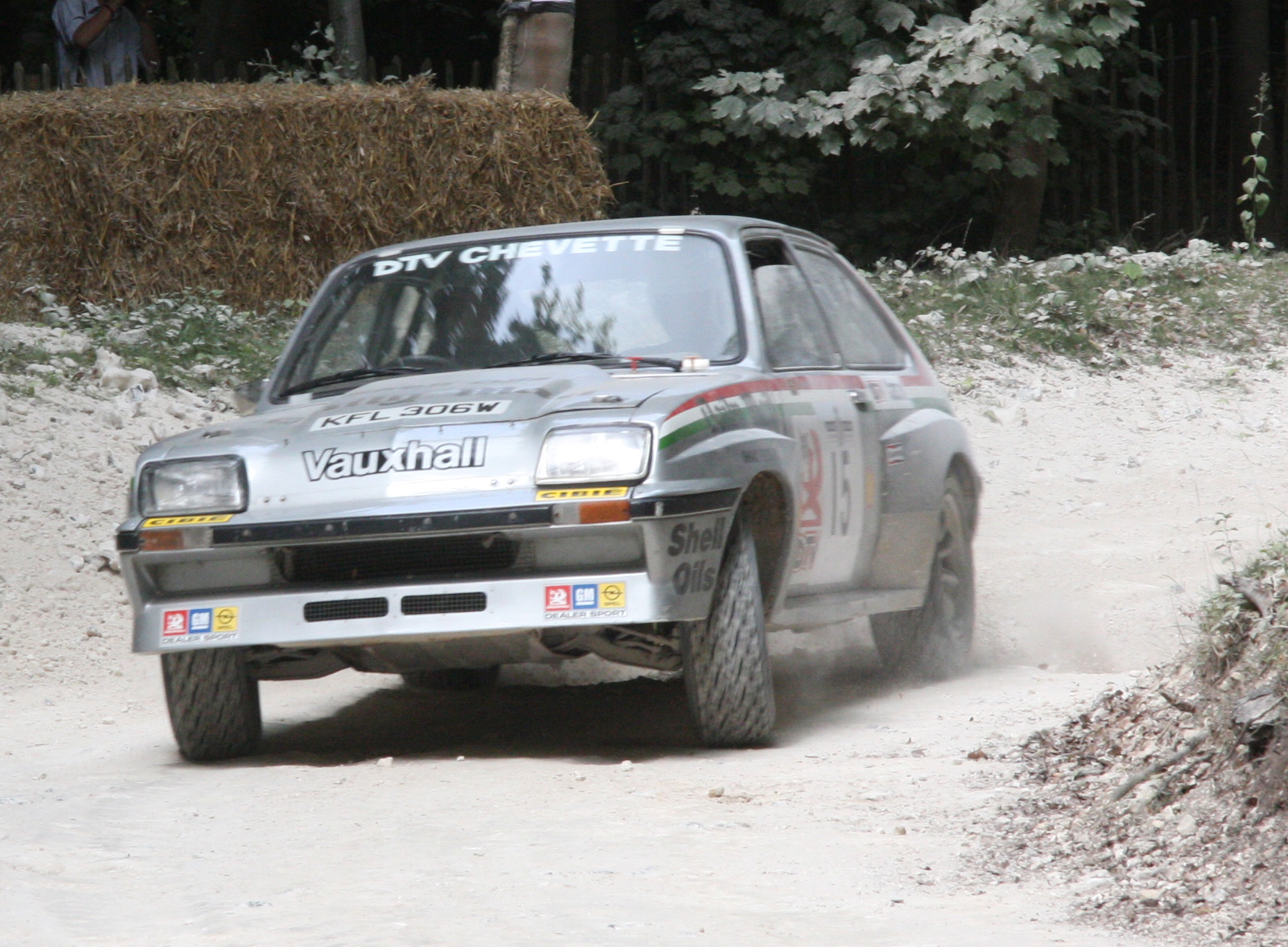
Une Vauxhall Chevette HSR lors d'une manifestation historique.

Le Dealer Team Vauxhall a engagé une Chevette HSR groupe 4 pour son pilote vedette Pentti Airikkala. Cette voiture d'à peine plus d'une tonne dispose d'un moteur quatre cylindres de 2300 cm3 à double arbre à cames en tête développant 235 chevaux à 7400 tr/min.
- Opel

La marque allemande compte parmi les favorites en groupe 2, grâce notamment au Dealer Team Holland qui a engagé une Kadett GT/E groupe 2 (950 kg, moteur deux litres développant 195 chevaux, boîte cinq vitesses) pour Anders Kulläng, grand habitué de l'épreuve. De son côté, l'importateur local a engagé deux voitures du même modèle, quoique moins affûtées : Bror Danielsson dispose d'une GT/E de 180 chevaux et le jeune espoir Björn Johansson d'une version Racing (160 chevaux, boîte quatre vitesses). D'autre part, nombreux sont les pilotes amateurs s’alignant sur des Kadett ou des Ascona en catégorie tourisme ou tourisme spécial.
- Toyota

Le 'Toyota Team Europe', dirigé par Ove Andersson, a engagé deux coupés Celica RA40 groupe 2 (1000 kg, moteur quatre cylindres deux litres à injection développant 180 chevaux à 7300 tr/min). Ils sont confiés à Jean-Luc Thérier et Leif Asterhag.
- Datsun

Le constructeur japonais, par l'intermédiaire de sa filiale européenne, s'aligne pour la première fois en Suède. Deux berlines 160J PA10 groupe 2 (980 kg, moteur quatre cylindres, deux litres, deux carburateurs double corps, 195 chevaux) ont été engagées pour Harry Källström et John Haugland.

## Déroulement de la course

### Première étape
Les 144 équipages partent de Karlstad le vendredi, à partir de treize heures. L'hiver est très rigoureux en ce mois de février 1979, les températures nocturnes atteignant moins trente-cinq degrés centigrades dans la province de Värmland. Depuis plusieurs semaines, le temps est sec et les premières épreuves vont se disputer sur des pistes alternant neige tassée, gravillons, glace ou terre, rendant le parcours très 'piégeux'. Dès la première spéciale, Björn Waldegård, grand favori de la course, se fait surprendre à la réception d'une bosse abordée trop vite et sort de la route. Sa Ford Escort n'est pratiquement pas endommagée, mais le champion suédois a perdu plus de cinq minutes avant de pouvoir repartir et sérieusement compromis ses chances de victoire. Au terme de ce premier secteur chronométré, Markku Alén (Fiat) s'empare du commandement de la course, juste devant la Ford Escort de son compatriote Hannu Mikkola. Six pilotes ont déjà abandonné, dont Harry Källström à cause d'un problème de conduite d'huile sur sa Datsun. Avec un handicap de cinq minutes et onze secondes sur le premier, Waldegård occupe l'antépénultième position. Des problèmes d'alimentation moteur empêchent Alén de défendre sa première place, Mikkola lui succédant en tête du rallye deux secondes devant la Saab de Stig Blomqvist. Avec des conditions de piste qui ne permettent pas aux concurrents du groupe 4 d’utiliser toute leur puissance, les meilleurs pilotes du groupe 2 parviennent à se mêler à la lutte en tête ; dominant sa catégorie, Anders Kulläng (Opel Kadett) occupe alors la quatrième place juste derrière l'Escort d'Ari Vatanen. Il va réaliser un véritable exploit dans la quatrième spéciale, longue de près de soixante kilomètres : alors que Mikkola perd plus de trois minutes à cause d'une sortie de route, Kulläng domine tous ses adversaires et prend la tête de la course avec près de trente secondes sur Vatanen tandis que Bror Danielsson, également sur Opel groupe 2, accède à la troisième place. Premier pilote non-nordique, Jean-Luc Thérier (Toyota groupe 2), également très impressionnant dans ce secteur, remonte en quatrième position. Les spéciales suivantes vont toutefois s'avérer plus favorables aux voitures les plus puissantes, et Vatanen grignote progressivement son retard sur Kulläng, s'emparant de la première à l'issue du dixième secteur chronométré, avec quatre secondes d'avance sur le pilote Opel. Blomqvist a repris la troisième place à Danielsson, alors que Thérier a eu des problèmes d'allumage et dû faire changer les bougies de sa Toyota ; bousculé sur le parcours routier par la Datsun de John Haugland, le pilote français a écopé de trois minutes de pénalisation et chuté à la neuvième place.
L'adhérence devient meilleure sur la deuxième partie de l'étape, et Kulläng n'est plus en mesure de suivre le rythme des puissantes voitures du groupe 4. Il se fait bientôt dépasser par Blomqvist, tandis que son coéquipier Danielsson parvient à conservant son avance sur la Vauxhall de Pentti Airikkala. Les deux Toyota de Thérier et Asterhag ont abandonné, le premier sorti par un concurrent qu'il dépassait sur le parcours routier, le second à cause d'un problème de joint de culasse. Alors qu'il avait porté son avance sur Blomqvist à quarante secondes, Vatanen est trahi par le joint de culasse de son Escort à la fin du quinzième secteur chronométré. Il parvient à terminer la spéciale et compte encore seize secondes d'avance sur son premier poursuivant, mais la réparation est impossible et le pilote finlandais doit renoncer. La Saab turbo de Blomqvist prend la tête, avec un avantage de près d'une demi-minute sur Kulläng. Extrêmement rapide depuis sa bévue du départ, Waldegård est remonté à la sixième place, mais son coéquipier Mikkola, sorti une nouvelle fois de la route dans la quatorzième épreuve, compte désormais plus de dix minutes de retard et a perdu toute chance de revenir sur les hommes de tête. Au cours des dernières spéciales nocturnes, Blomqvist accroît encore son avance, et c'est avec un avantage de plus d'une minute et demie sur Kulläng qu'il regagne Karlstad. Danielsson, troisième, est à plus de trois minutes, Airikkala à quatre, talonné par Alén et Waldegård. Dixième au volant d'une Escort de série, Lars Carlsson domine nettement le groupe 1.
| Pos. | Pilote           | Copilote          | Voiture                   | Groupe | Temps           | Écart         |
| ---- | ---------------- | ----------------- | ------------------------- | ------ | --------------- | ------------- |
| 1    | Stig Blomqvist   | Björn Cederberg   | Saab 99 Turbo             | 4      | 3 h 20 min 48 s |               |
| 2    | Anders Kulläng   | Bruno Berglund    | Opel Kadett GT/E          | 2      | 3 h 22 min 23 s | + 1 min 35 s  |
| 3    | Bror Danielsson  | Ulf Sundberg      | Opel Kadett GT/E          | 2      | 3 h 23 min 50 s | + 3 min 02 s  |
| 4    | Pentti Airikkala | Risto Virtanen    | Vauxhall Chevette 2300 HS | 4      | 3 h 24 min 50 s | + 4 min 02 s  |
| 5    | Markku Alén      | Ilkka Kivimäki    | Fiat 131 Abarth           | 4      | 3 h 25 min 00 s | + 4 min 12 s  |
| 6    | Björn Waldegård  | Hans Thorszelius  | Ford Escort RS1800        | 4      | 3 h 25 min 09 s | + 4 min 21 s  |
| 7    | Per Eklund       | Hans Sylvan       | Saab 99 Turbo             | 2      | 3 h 26 min 52 s | + 6 min 04 s  |
| 8    | Björn Johansson  | Ragnar Spjuth     | Opel Kadett GT/E          | 2      | 3 h 27 min 20 s | + 6 min 32 s  |
| 9    | Hannu Mikkola    | Arne Hertz        | Ford Escort RS1800        | 4      | 3 h 32 min 14 s | + 11 min 26 s |
| 10   | Lars Carlsson    | Mats Nordström    | Ford Escort RS2000        | 1      | 3 h 38 min 18 s | + 17 min 30 s |
| 11   | Sven-Inge Neby   | Lars Bäckman      | Volvo 142 S               | 2      | 3 h 38 min 29 s | + 17 min 41 s |
| 12   | Ola Stromberg    | Hansjöran Ericson | Saab 99 EMS               | 2      | 3 h 38 min 56 s | + 18 min 08 s |
| 13   | John Haugland    | Martin Holmes     | Datsun 160J PA10          | 2      | 3 h 40 min 03 s | + 19 min 15 s |
| 14   | Kjell Melin      | Ola Hellgren      | Volkswagen Golf GTI       | 1      | 3 h 41 min 24 s | + 20 min 36 s |
| 15   | Bjorn Sjunning   | Hans Andersson    | Opel Kadett 2.0E          | 2      | 3 h 42 min 35 s | + 21 min 47 s |

### Deuxième étape

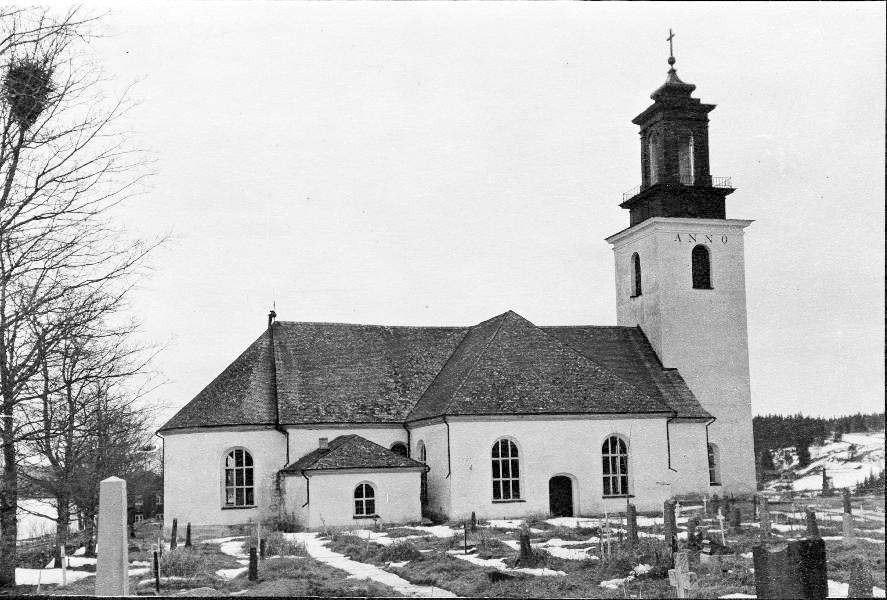
Gunnarskog, à mi-parcours de la seconde étape.

Les équipages repartent de Karlstad le samedi en début de matinée, après quelques heures de repos. L'étape débute par la traditionnelle et spectaculaire spéciale sur l'hippodrome verglacé de Färjestad, où les concurrents s’affrontent par groupes de quatre. Waldegård se montre une nouvelle fois le plus rapide, mais les écarts sont faibles et l'épreuve a très peu d'impact sur le classement général. Le rallye se dispute ensuite sur le même parcours que la veille ; le premier passage des concurrents a tassé la neige et le sol durci offre désormais une meilleure adhérence. Kulläng parvient néanmoins à réaliser le meilleur temps dans le secteur de Segmon, mais dans le suivant il reperd une trentaine de secondes sur la Saab de tête. Son avance sur ses proches poursuivants, emmenés par Danielsson, semble le mettre à l'abri d'une mauvaise surprise mais une casse mécanique dans la vingt-quatrième spéciale met un terme à son excellente prestation. Handicapé par des problèmes de turbo depuis le départ, Per Eklund (Saab) a également renoncé. Blomqvist compte désormais plus de quatre minutes d'avance sur Waldegård, qui a accompli l'exploit de remonter en seconde position, après avoir successivement passé Alén, Airikkala et Danielsson, que l'abandon de son coéquipier propulse en tête du groupe 2. Blomqvist s'emploie désormais à surveiller le retour de Waldegård, qui s'est lancé dans une chasse effrénée. A la halte de Gunnarskog, à mi-parcours, le pilote Ford est revenu à trois minutes et demie de son rival. Danielsson n'a pu résister au retour d'Airikkala et Alén, désormais troisième et quatrième de la course. Waldegård effectue un véritable festival lors du retour vers Karlstad, réduisant son retard à coups de dizaines de secondes. En trois spéciales, il revient à deux minutes et neuf secondes du pilote Saab. Blomqvist réagit et sur les tronçons suivants parvient à endiguer la remontée de la Ford numéro un. A deux spéciales de la fin, il conserve une minute et quarante-trois secondes d'avance sur son poursuivant. Ce dernier jette ses dernières forces dans la bataille et reprend une seconde au kilomètre au pilote Saab, pour finalement échouer à une minute vingt de son adversaire. Blomqvist remporte son cinquième succès dans cette épreuve, imposant pour la première fois un moteur turbocompressé en championnat du monde. Sa deuxième place permet à Waldegård de prendre la tête du classement des pilotes, son principal rival Alén ayant terminé quatrième du rallye derrière Airikkala. Après l'abandon de Danielsson, lâché par sa transmission dans l'avant-dernière spéciale, Johansson, sixième au classement général derrière Mikkola, remporte la victoire en groupe 2. En tourisme de série, Carlsson s'impose facilement après avoir mené de bout en bout.

### Classements intermédiaires
Classements intermédiaires des pilotes après chaque épreuve spéciale

### Classement général

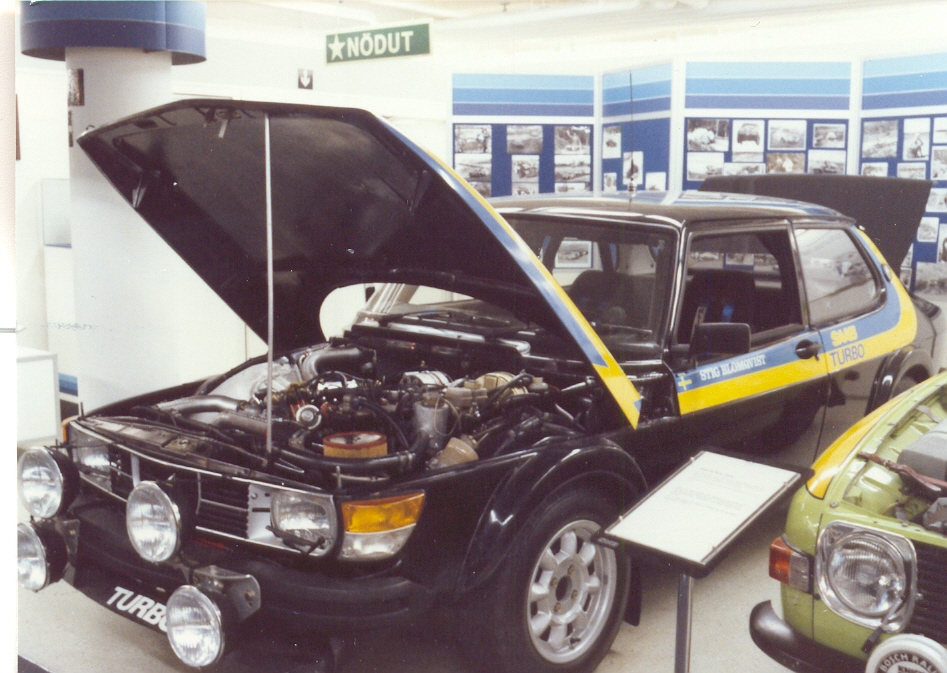
La Saab 99 turbo de la victoire. C'est la première fois qu'un moteur turbo s'impose en championnat du monde.

| Pos | No | Pilote           | Copilote          | Voiture                   | Temps           | Écart         | Groupe |
| --- | -- | ---------------- | ----------------- | ------------------------- | --------------- | ------------- | ------ |
| 1   | 3  | Stig Blomqvist   | Björn Cederberg   | Saab 99 Turbo             | 6 h 34 min 49 s |               | 4      |
| 2   | 1  | Björn Waldegård  | Hans Thorszelius  | Ford Escort RS1800        | 6 h 36 min 09 s | + 1 min 20 s  | 4      |
| 3   | 5  | Pentti Airikkala | Risto Virtanen    | Vauxhall Chevette 2300 HS | 6 h 39 min 31 s | + 4 min 42 s  | 4      |
| 4   | 2  | Markku Alén      | Ilkka Kivimäki    | Fiat 131 Abarth           | 6 h 40 min 42 s | + 5 min 53 s  | 4      |
| 5   | 4  | Hannu Mikkola    | Arne Hertz        | Ford Escort RS1800        | 6 h 45 min 19 s | + 10 min 30 s | 4      |
| 6   | 14 | Björn Johansson  | Ragnar Spjuth     | Opel Kadett GT/E          | 6 h 56 min 07 s | + 21 min 18 s | 2      |
| 7   | 15 | Ola Stromberg    | Hansjöran Ericson | Saab 99 EMS               | 7 h 05 min 55 s | + 31 min 06 s | 2      |
| 8   | 37 | Lars Carlsson    | Mats Nordström    | Ford Escort RS2000        | 7 h 10 min 27 s | + 35 min 38 s | 1      |
| 9   | 12 | John Haugland    | Martin Holmes     | Datsun 160J PA10          | 7 h 11 min 25 s | + 36 min 36 s | 2      |
| 10  | 19 | Sven-Inge Neby   | Lars Bäckman      | Volvo 142 S               | 7 h 12 min 37 s | + 37 min 48 s | 2      |

### Hommes de tête
- ES1 :  Markku Alén -  Ilkka Kivimäki (Fiat 131 Abarth)
- ES2 à ES3 :  Hannu Mikkola -  Arne Hertz (Ford Escort RS1800)
- ES4 à ES9 :  Anders Kulläng -  Bruno Berglund (Opel Kadett GT/E)
- ES10 à ES15 :  Ari Vatanen -  David Richards (Ford Escort RS1800)
- ES16 à ES38 :  Stig Blomqvist -  Björn Cederberg (Saab 99 Turbo)

### Vainqueurs d'épreuves spéciales
- Björn Waldegård -  Hans Thorszelius (Ford Escort RS1800) : 19 spéciales (ES 7, 8, 10 à 13, 19, 20, 23 à 25, 28 à 32, 35, 36, 38)
- Stig Blomqvist -  Björn Cederberg (Saab 99 Turbo) : 8 spéciales (ES 2, 5, 15 à 18, 22, 34)
- Ari Vatanen -  David Richards (Ford Escort RS1800) : 4 spéciales (ES 3, 6, 9, 14)
- Pentti Airikkala -  Risto Virtanen (Vauxhall Chevette 2300 HS) : 3 spéciales (ES 26, 27, 33)
- Anders Kulläng -  Bruno Berglund (Opel Kadett GT/E) : 2 spéciales (ES 4, 21)
- Markku Alén -  Ilkka Kivimäki (Fiat 131 Abarth) : 2 spéciales (ES 1, 26)
- Hannu Mikkola -  Arne Hertz (Ford Escort RS1800) : 2 spéciales (ES 37, 38)

## Résultats des principaux engagés
| No | Pilote           | Copilote            | Voiture                   | Groupe | Classement général                               | Class. groupe |
| -- | ---------------- | ------------------- | ------------------------- | ------ | ------------------------------------------------ | ------------- |
| 1  | Björn Waldegård  | Hans Thorszelius    | Ford Escort RS1800        | 4      | 2e à 1 min 20 s                                  | 2e            |
| 2  | Markku Alén      | Ilkka Kivimäki      | Fiat 131 Abarth           | 4      | 4e à 5 min 53 s                                  | 4e            |
| 3  | Stig Blomqvist   | Björn Cederberg     | Saab 99 Turbo             | 4      | 1er                                              | 1er           |
| 4  | Hannu Mikkola    | Arne Hertz          | Ford Escort RS1800        | 4      | 5e à 10 min 30 s                                 | 5e            |
| 5  | Pentti Airikkala | Risto Virtanen      | Vauxhall Chevette 2300 HS | 4      | 3e à 4 min 42 s                                  | 3e            |
| 6  | Ari Vatanen      | David Richards      | Ford Escort RS1800        | 4      | ab. après la 15e spéciale (joint de culasse)     | -             |
| 7  | Anders Kulläng   | Bruno Berglund      | Opel Kadett GT/E          | 2      | ab. dans la 24e spéciale (vilebrequin)           | -             |
| 8  | Per Eklund       | Hans Sylvan         | Saab 99 Turbo             | 2      | ab. dans la 24e spéciale (moteur)                | -             |
| 9  | Harry Källström  | Claes Villstam      | Datsun 160J PA10          | 2      | ab. dans la 1re spéciale (moteur)                | -             |
| 10 | Bror Danielsson  | Ulf Sundberg        | Opel Kadett GT/E          | 2      | ab. dans la 37e spéciale (arbre de transmission) | -             |
| 11 | Leif Asterhag    | Anders Gullberg     | Toyota Celica 2000 GT     | 2      | ab. dans la 11e spéciale (joint de culasse)      | -             |
| 12 | John Haugland    | Martin Holmes       | Datsun 160J PA10          | 2      | 9e à 36 min 36 s                                 | 3e            |
| 13 | Jean-Luc Thérier | Michel Vial         | Toyota Celica 2000 GT     | 2      | ab. dans la 11e spéciale (accident)              | -             |
| 14 | Björn Johansson  | Ragnar Spjuth       | Opel Kadett GT/E          | 2      | 6e à 21 min 18 s                                 | 1er           |
| 15 | Ola Stromberg    | Hansjöran Ericson   | Saab 99 EMS               | 2      | 7e à 31 min 06 s                                 | 2e            |
| 19 | Sven-Inge Neby   | Lars Bäckman        | Volvo 142 S               | 2      | 10e à 37 min 48 s                                | 4e            |
| 32 | Bjorn Sjunning   | Hans Andersson      | Opel Kadett 2.0E          | 2      | 11e à 46 min 14 s                                | 5e            |
| 35 | Bengt Nilsson    | Lars-Erik Carlström | VAZ 1500S                 | 1      | 12e à 48 min 18 s                                | 2e            |
| 36 | Sören Nilsson    | Anders Olsson       | Opel Kadett GT/E          | 1      | ab. dans la 18e spéciale (radiateur percé)       | -             |
| 37 | Lars Carlsson    | Mats Nordström      | Ford Escort RS2000        | 1      | 8e à 35 min 38 s                                 | 1er           |
| 44 | Kjell Melin      | Ola Hellgren        | Volkswagen Golf GTI       | 1      | 14e à 53 min 13 s                                | 3e            |

## Classements des championnats à l'issue de la course

### Constructeurs
- attribution des points : 10, 9, 8, 7, 6, 5, 4, 3, 2, 1 respectivement aux dix premières marques de chaque épreuve, additionnés de 8, 7, 6, 5, 4, 3, 2, 1 respectivement aux huit premières de chaque groupe (seule la voiture la mieux classée de chaque constructeur marque des points). Les points de groupe ne sont attribués qu'aux concurrents ayant terminé dans les dix premiers au classement général.
- seuls les sept meilleurs résultats (sur douze épreuves) sont retenus pour le décompte final des points.

| Pos. | Marque   | Points | M-C  | SUE  | POR | SAF | ACR | NZL | FIN | QUE | SAN | COR | RAC | BAN |
| ---- | -------- | ------ | ---- | ---- | --- | --- | --- | --- | --- | --- | --- | --- | --- | --- |
| 1    | Ford     | 32     | 9+7  | 9+7  |     |     |     |     |     |     |     |     |     |     |
| 2    | Fiat     | 26     | 8+6  | 7+5  |     |     |     |     |     |     |     |     |     |     |
| 3    | Lancia   | 18     | 10+8 | -    |     |     |     |     |     |     |     |     |     |     |
| 3=   | Saab     | 18     | -    | 10+8 |     |     |     |     |     |     |     |     |     |     |
| 5    | Vauxhall | 14     | -    | 8+6  |     |     |     |     |     |     |     |     |     |     |
| 6    | Opel     | 13     | -    | 5+8  |     |     |     |     |     |     |     |     |     |     |
| 7    | Renault  | 11     | 3+8  | -    |     |     |     |     |     |     |     |     |     |     |
| 8    | Porsche  | 8      | 5+3  | -    |     |     |     |     |     |     |     |     |     |     |
| 8=   | Datsun   | 8      | -    | 2+6  |     |     |     |     |     |     |     |     |     |     |
| 10   | Volvo    | 6      | -    | 1+5  |     |     |     |     |     |     |     |     |     |     |

### Pilotes
- attribution des points : 20, 15, 12, 10, 8, 6, 4, 3, 2, 1 respectivement aux dix premiers de chaque épreuve.
- seuls les sept meilleurs résultats (sur douze épreuves) sont retenus pour le décompte final des points.

| Pos. | Pilote              | Marque   | Points | M-C | SUE | POR | SAF | ACR | NZL | FIN | QUE | SAN | COR | RAC | BAN |
| ---- | ------------------- | -------- | ------ | --- | --- | --- | --- | --- | --- | --- | --- | --- | --- | --- | --- |
| 1    | Björn Waldegård     | Ford     | 30     | 15  | 15  |     |     |     |     |     |     |     |     |     |     |
| 2    | Markku Alén         | Fiat     | 22     | 12  | 10  |     |     |     |     |     |     |     |     |     |     |
| 3    | Bernard Darniche    | Lancia   | 20     | 20  | -   |     |     |     |     |     |     |     |     |     |     |
| 3=   | Stig Blomqvist      | Saab     | 20     | -   | 20  |     |     |     |     |     |     |     |     |     |     |
| 5    | Hannu Mikkola       | Ford     | 16     | 8   | 8   |     |     |     |     |     |     |     |     |     |     |
| 6    | Pentti Airikkala    | Vauxhall | 12     | -   | 12  |     |     |     |     |     |     |     |     |     |     |
| 7    | Jean-Claude Andruet | Fiat     | 10     | 10  | -   |     |     |     |     |     |     |     |     |     |     |
| 8    | Jean-Pierre Nicolas | Porsche  | 6      | 6   | -   |     |     |     |     |     |     |     |     |     |     |
| 8=   | Björn Johansson     | Opel     | 6      | -   | 6   |     |     |     |     |     |     |     |     |     |     |
| 10   | Michèle Mouton      | Fiat     | 4      | 4   | -   |     |     |     |     |     |     |     |     |     |     |
| 10=  | Ola Stromberg       | Saab     | 4      | -   | 4   |     |     |     |     |     |     |     |     |     |     |
| 12   | Guy Fréquelin       | Renault  | 3      | 3   | -   |     |     |     |     |     |     |     |     |     |     |
| 12=  | Lars Carlsson       | Opel     | 3      | -   | 3   |     |     |     |     |     |     |     |     |     |     |
| 14   | Jacques Alméras     | Porsche  | 2      | 2   | -   |     |     |     |     |     |     |     |     |     |     |
| 14=  | John Haugland       | Datsun   | 2      | -   | 2   |     |     |     |     |     |     |     |     |     |     |
| 16   | Ari Vatanen         | Ford     | 1      | 1   | -   |     |     |     |     |     |     |     |     |     |     |
| 16=  | Sven-Inge Neby      | Volvo    | 1      | -   | 1   |     |     |     |     |     |     |     |     |     |     |